# 海蘭鎮區 (堪薩斯州哈維縣)
海蘭鎮區（英語：Highland Township）為美國堪薩斯州哈維縣轄下的鎮區。2010年美国人口普查中此鎮區人口有388人。

## 地理
海蘭鎮區涵蓋總面積為91.9平方（35.48平方英里），其中陸地面積為91.8平方（35.44平方英里），水域面積為0.10平方（0.04平方英里）或0.11%。海拔高度446（1,463英尺）。

## 人口統計
根據2010年美國人口普查，海蘭鎮區人口有388人，其中男性有207人，女性有181人，人口密度為每平方公里4.22人，住房計154戶。鎮區內的白人有365人，非裔美國人有3人，美洲原住民有0人，亞裔美國人有7人，太平洋島裔美國人有0人，其他種族有5人，混血種族則有8人。此外鎮區內有15人為西班牙裔或拉丁裔美國人。此鎮區之年齡中位數為46.5歲，而男性年齡中位數為44.6歲，女性年齡中位數為47.9歲。

## 交通

### 主要公路
- 135號州際公路
- 50號美國國道
- 81號美國國道
- 15號堪薩斯州州道